# Miguel de los Santos Nicolás
Miguel de los Santos Nicolás (1896-1991) fue un arquitecto español.
Perteneció a la generación de arquitectos que introdujo el estilo racionalista en España, que Carlos Flores llamó Generación del 25.
Casi desde el principio, López Otero, arquitecto director del proyecto de la Ciudad Universitaria de Madrid, lo incluyó en el equipo que redactaría los diversos proyectos (en el que también estaba una mayoría de los pertenecientes a la que sería llamada Generación del 25). A Miguel de los Santos le correspondieron las facultades de Ciencias y de Medicina, así como la escuela de Estamotología. Todas ellas en colaboración con Eduardo Torroja (1928-36). Tras la Guerra Civil, se encargó, con Agustín Aguirre, de la reconstrucción del Hospital Universitario de San Carlos.